# Wojna birmańsko-syjamska (1613–1618)
Wojna birmańsko-syjamska 1613–1618 – kontynuacja wojen i operacji militarnych mających miejsce w XVI w na terenach Królestwa Tawè (Birma) oraz Chiang Mai (północna Tajlandia).
W roku 1599 doszło w Birmie do wybuchu wojny domowej, w wyniku której zniszczone zostało miasto Pegu, a Królestwo Birmy pogrążyło się w anarchii. Anaukpetlun, władca Królestwa Ava z dynastii Taungngu (panujący w latach 1606–1628) dostrzegł swoją szansę rozszerzenia władzy na całą Birmę. W 1607 r. zdobył on Pyain, trzy lata później Taungngu, a w 1613 r. Thanlyin i Pegu. Po tych sukcesach Anaukpetlun skierował się ku należącym do Syjamu ziemiom Tawè oraz Taninthayi. Na przełomie lat 1613–1614 władca Avy zdobył Tawè, które jednak niedługo później odbiły wojska syjamskie z pomocą sił portugalskich. Niepowodzeniem zakończył się atak birmański na Taninthayi.
W trakcie walk w Birmie Anaukpetlun wysłał część wojsk do syjamskiego Królestwa Chiang Mai (północna Tajlandia). Birmańczycy rozpoczęli oblężenie Lampangu, trwające do 1618 r, w którym to Anaukpetlun i król Syjamu Songtham zawarli porozumienie pokojowe, na mocy którego Tawè przeszło pod panowanie syjamskie, a Chiang Mai – birmańskie.